# Liste der Grenz- und Zufluchtskirchen Schlesiens
Die Liste beinhaltet Grenzkirchen und Zufluchtskirchen, die an der Grenze zu Schlesien standen und von evangelischen Schlesiern besucht wurden. 
Grenzkirchen waren evangelische Kirchen, die nach dem Dreißigjährigen Krieg in sächsischen und brandenburgischen Orten errichtet wurden, welche in unmittelbarer Nähe zu den von der Rekatholisierung betroffenen Ländern Schlesien und Böhmen lagen. 
Zufluchtskirchen waren bestehende Kirchen in evangelischen Landesteilen, die in der Nähe der damaligen Grenze zu katholischen Gebieten in Schlesien lagen. 
Viele dieser ursprünglich evangelischen Kirchen sind zerstört. Die noch existierenden Kirchengebäude wurden oft umgewidmet und werden jetzt meist als römisch-katholische Pfarrkirchen benutzt.
Abkürzungen:
KS = Kurfürstentum Sachsen
OL = Markgrafschaft Oberlausitz
NL = Markgrafschaft Niederlausitz
KB = Kurfürstentum Brandenburg
KP = Königreich Polen
HW = Herzogtum Wohlau
HL = Herzogtum Liegnitz
HB = Herzogtum Brieg
HO = Herzogtum Oels
G = Grenzkirche
Z = Zufluchtskirche
| Historischer Ort                | Land   | Jetziger Name (polnisch)                  | Art | Lage und Anmerkungen | Bild  |
| ------------------------------- | ------ | ----------------------------------------- | --- | --- | ----- |
| Meffersdorf                     | KS, OL | Pobiedna                                  | Z   | Ruine (Lage) |       |
| Volkersdorf                     | KS, OL | Wolimierz (Gmina Leśna)                   | G   | jetzt kath. Filialkirche Mariä Himmelfahrt (Lage) |       |
| Gebhardsdorf                    | KS, OL | Giebułtów                                 | Z   | jetzt kath. Pfarrkirche St. Michael (Lage) |       |
| Nieder Wiesa                    | KS, OL | Wieża Dolna                               | G   | nicht erhalten (Lage) |       |
| Friedersdorf am Queis           | KS, OL | Biedrzychowice                            | G   | ev. Pfarrkirche „Zum Jesusbrunnen“, jetzt kath. Pfarrkirche St. Antonius von Padua (Lage)                                                                                |       |
| Goldentraum                     | KS, OL | Złotniki Lubańskie                        | G   | jetzt kath. Pfarrkirche St. Josef (Lage) |       |
| Rengersdorf                     | KS, OL | Stankowice (Gmina Leśna)                  | Z   | jetzt kath. Pfarrkirche Maria Königin der Engel (Lage) |       |
| Marklissa                       | KS, OL | Leśna                                     | Z   | ev. Pfarrkirche „Zur Heiligen Dreifaltigkeit“, jetzt kath. Christkönigskirche (Lage)                                                                                     |       |
| Holzkirch                       | KS, OL | Kościelnik                                | Z   | jetzt kath. Pfarrkirche St. Johannes der Täufer (Lage) |       |
| Wingendorf bei Lauban           | KS, OL | Jałowiec                                  | G   | Ruine | fehlt |
| Lauban                          | KS, OL | Lubań                                     | Z   | ev. Frauenkirche (Lage) |       |
| Thommendorf                     | KS, OL | Tomisław (Gmina Osiecznica)               | Z   | jetzt kath. Pfarrkirche Franz von Assisi (Lage) |       |
| Schöndorf am Queis              | KS, OL | Wesoła, OT von Ławszowa                   | G   | jetzt kath. Pfarrkirche Maria Unbeflecktes Herz (Lage) | fehlt |
| Halbau                          | KS, OL | Iłowa                                     | G   | jetzt kath. Christkönigskirche (Lage) |       |
| Podrosche (Grenzkirch)          | KS, OL | Podrosche                                 | G   | ev. Kirche (Lage) |       |
| Bad Muskau                      | KS, OL | Mużaków                                   | Z   | ehem. Wendische Kirche, nicht erhalten | fehlt |
| Zibelle                         | KS, OL | Niwica                                    | Z   | jetzt kath. Dreifaltigkeitskirche (Lage) |       |
| Linderode                       | KS, NL | Lipinki Łużyckie                          | Z   | jetzt kath. Pfarrkirche St. Antonius von Padua (Lage) |       |
| Albrechtsdorf bei Sorau         | KS, NL | Olbrachtów (Gmina Żary)                   | Z   | jetzt kath. Pfarrkirche St. Michael (Lage) |       |
| Jeschkendorf                    | KS, NL | Jaszkowice (Gmina Żary)                   | G   | Grenzkirche von 1668 bis 1709; Dorf inzwischen devastiert (Lage) | fehlt |
| Nieder Ullersdorf bei Sorau     | KS, NL | Mirostowice Dolne (Gmina Żary)            | Z   | jetzt kath. Pfarrkirche St. Barbara (Lage) |       |
| Kunzendorf, OT von Sorau        | KS, NL | Kunice, OT von Żary                       | Z   | Neubau von 1895, jetzt kath. Pfarrkirche Muttergottes vom Skapulier (Lage)                                                                                               |       |
| Christianstadt am Bober         | KS, NL | Krzystkowice                              | G   | ev. Dreifaltigkeitskirche, nicht erhalten (Lage) |       |
| Lippen bei Schweinitz           | KB     | Lipno (Gmina Świdnica)                    | G   | jetzt kath. Pfarrkirche Gottesmutter von Tschenstochau (Lage) |       |
| Drehnower Vorwerk               | KB     | Orzewo (Gmina Świdnica)                   | G   | nicht erhalten |       |
| Logau                           | KB     | Łagów (Gmina Dąbie)                       | G   | 1698 erbaut, jetzt kath. Kreuzerhöhungskirche (Lage) |       |
| Polnisch Nettkow                | KB     | Nietków (Gmina Czerwieńsk)                | Z   | Neubau von 1886, jetzt kath. Filialkirche Auferstehung des Herrn Jesus (Lage)                                                                                            |       |
| Rothenburg an der Oder          | KB     | Czerwieńsk                                | G   | Neubau von 1877, ev. Dreifaltigkeitskirche, jetzt kath. Pfarrkirche St. Adalbert von Prag; Altar und Kanzel aus Vorgängerbauten (Fachwerkkirchen, 1694 bzw. 1707) (Lage) |       |
| Leitersdorf                     | KB     | Sycowice (Gmina Czerwieńsk)               | Z   | jetzt kath. Filialkirche Maria Geburt (Lage) | fehlt |
| Kunersdorf                      | KB     | Kosobudz (Gmina Łagów)                    | Z   | jetzt kath. Pfarrkirche Gottesmutter von Tschenstochau (Lage) |       |
| Stockvorwerk                    | KB     | Stok (Gmina Łagów)                        | G   | nicht erhalten |       |
| Selchow                         | KB     | Żelechów (Gmina Łagów)                    | Z   | jetzt kath. Pfarrkirche St. Stanislaus (Lage) |       |
| Brätz bei Tirschtiegel          | KP     | Brójce (Trzciel)                          | Z   | Neubau von 1903, jetzt kath. Filialkirche St. Michael (Lage) |       |
| Klastawe                        | KP     | Chlastawa                                 | Z   | jetzt kath. Pfarrkirche Maria Geburt (Lage) |       |
| Kranz                           | KP     | Kręcko                                    | Z   | Neubau von 1879, jetzt kath. Pfarrkirche Verklärung des Herrn (Lage) |       |
| Buckow                          | KB     | Buków (Gmina Sulechów)                    | Z   | Neubau von 1856, jetzt kath. Filialkirche St. Josef (Lage) | fehlt |
| Kalzig                          | KB     | Kalsk (Gmina Sulechów)                    | Z   | jetzt kath. Filialkirche Gottesmutter von Tschenstochau (Lage) |       |
| Schönborn                       | KB     | Kępsko (Gmina Świebodzin)                 | Z   | jetzt kath. Filialkirche Unbeflecktes Herz Mariens (Lage) |       |
| Palzig                          | KB     | Pałck (Gmina Skąpe)                       | Z   | jetzt kath. Filialkirche Mariä Verkündigung (Lage) |       |
| Tschicherziger Oderwald         | KB     | bei Cigacice (Gmina Sulechów)             | G   | nicht erhalten |       |
| Glauchower Oderwald             | KB     | bei Głuchów (Gmina Trzebiechów)           | G   | nicht erhalten |       |
| Trebschen                       | KB     | Trzebiechów                               | G   | Neubau von 1840, jetzt kath. Pfarrkirche Mariä Himmelfahrt (Lage) |       |
| Unruhstadt                      | KP     | Kargowa                                   | Z   | jetzt kath. Filialkirche Maximilian Kolbe (Lage) |       |
| Alt Driebitz                    | KP     | Stare Drzewce (Gmina Szlichtyngowa)       | Z   | jetzt kath. Filialkirche St. Simon von Lipnica (Lage) |       |
| Schlichtingsheim                | KP     | Szlichtyngowa                             | Z   | Nachbau der alten Kirche ohne Fachwerk (1999), jetzt kath. Kreuzerhöhungskirche (Lage)                                                                                   |       |
| Fraustadt                       | KP     | Wschowa                                   | Z   | ev. Pfarrkirche „Zum Kripplein Christi“, jetzt weltliche Nutzung (Lage)                                                                                                  |       |
| Ulbersdorf                      | KP     | Olbrachcice (Gmina Wschowa)               | Z   | Neubau von 1894, jetzt kath. Filialkirche St. Peter und Paul (Lage) | fehlt |
| Lissa                           | KP     | Leszno                                    | Z   | ev. Kreuzkirche, jetzt kath. Heiligkreuzkirche (Lage) |       |
| Zaborowo, OT von Lissa          | KP     | Zaborowo, OT von Leszno                   | Z   | jetzt kath. Pfarrkirche Mariä Himmelfahrt (Lage) |       |
| Reisen                          | KP     | Rydzyna                                   | Z   | ev. Pfarrkirche, jetzt ungenutzt (Lage) |       |
| Bojanowo                        | KP     | Bojanowo                                  | Z   | ev. Pfarrkirche „Zur Barmherzigkeit Gottes“, jetzt kath. Herz-Jesu-Kirche (Lage)                                                                                         |       |
| Triebusch                       | HW     | Trzebosz                                  | Z   | jetzt kath. Filialkirche Gottesmutter von Tschenstochau (Lage) |       |
| Geischen                        | HW     | Giżyn (Gmina Bojanowo)                    | Z   | jetzt kath. Filialkirche Mariä Unbefleckte Empfängnis (Lage) |       |
| Herrnlauersitz                  | HW     | Luboszyce (Gmina Jemielno)                | G   | Neubau von 1978 jetzt kath. Kreuzerhöhungskirche (Lage) |       |
| Hummel                          | HL     | Trzmielów (Gmina Chocianów)               | G   | jetzt kath. Filialkirche Maria Rosenkranz (Lage) |       |
| Kriegheide                      | HL     | Pogorzeliska                              | G   | jetzt kath. Pfarrkirche St. Hyazinth (Lage) |       |
| Kotzenau                        | HL     | Chocianów                                 | Z   | jetzt kath. Pfarrkirche St. Josef (Lage) |       |
| Altenlohm                       | HL     | Stary Łom (Gmina Chojnów)                 | Z   | Neubau von 1936, jetzt kath. Pfarrkirche Antonius von Padua (Lage) | fehlt |
| Kreibau                         | HL     | Krzywa (Gmina Chojnów)                    | Z   | jetzt kath. Pfarrkirche St. Anna (Lage) |       |
| Kaiserswaldau                   | HL     | Okmiany (Gmina Chojnów)                   | Z   | jetzt kath. Pfarrkirche Maria Rosenkranz (Lage) |       |
| Alzenau                         | HL     | Olszanica (Gmina Zagrodno)                | Z   | jetzt kath. Herz-Jesu-Kirche (Lage) |       |
| Gröditzberg                     | HL     | Grodziec (Gmina Zagrodno)                 | Z   | ev. Kirche, genannt Bergkirche, jetzt kath. Filialkirche Maria Geburt (Lage)                                                                                             |       |
| Wilhelmsdorf                    | HL     | Sędzimirów (Pielgrzymka)                  | Z   | jetzt kath. Kreuzerhöhungskirche (Lage) |       |
| Pilgramsdorf                    | HL     | Pielgrzymka                               | Z   | jetzt kath. Pfarrkirche Johannes von Nepomuk (Lage) |       |
| Harpersdorf                     | HL     | Twardocice                                | Z   | sog. Schwenckfelder-Kirche, jetzt Ruine (Lage) |       |
| Probsthain                      | HL     | Proboszczów (Gmina Pielgrzymka)           | Z   | jetzt kath. Dreifaltigkeitskirche (Lage) |       |
| Hermsdorf an der Katzbach       | HL     | Jerzmanice-Zdrój                          | Z   | jetzt kath. Filialkirche St. Antonius von Padua (Lage) |       |
| Röchlitz                        | HL     | Rokitnica (Gmina Złotoryja)               | Z   | jetzt kath. Filialkirche St. Michael (Lage) |       |
| Straupitz                       | HL     | Strupice (Gmina Chojnów)                  | Z   | Neubau von 1806, jetzt kath. Filialkirche Maria Geburt (Lage) |       |
| Kroitsch                        | HL     | Krotoszyce                                | Z   | jetzt kath. Pfarrkirche Mariä Himmelfahrt (Lage) |       |
| Hochkirch                       | HL     | Kościelec (Gmina Krotoszyce)              | Z   | jetzt kath. Herz-Jesu-Kirche (Lage) |       |
| Neudorf bei Liegnitz            | HL     | Nowa Wieś Legnicka (Gmina Legnickie Pole) | Z   | jetzt kath. Filialkirche St. Bartholomäus (Lage) |       |
| Wahlstadt                       | HL     | Legnickie Pole                            | Z   | ev. Trinitatiskirche, jetzt Museum (Lage) |       |
| Mertschütz                      | HL     | Mierczyce (Gmina Wądroże Wielkie)         | Z   | jetzt kath. Pfarrkirche Mariä Himmelfahrt (Lage) |       |
| Gränowitz                       | HL     | Granowice (Gmina Wądroże Wielkie)         | Z   | jetzt kath. Herz-Jesu-Kirche (Lage) | fehlt |
| Jenkau                          | HL     | Jenków (Gmina Wądroże Wielkie)            | Z   | Neubau von 1819, jetzt kath. Filialkirche Hl. Familie | fehlt |
| Groß Baudiß                     | HL     | Budziszów Wielki (Gmina Wądroże Wielkie)  | Z   | Neubau von 1856, jetzt kath. Filialkirche Zum guten Hirten (Lage) |       |
| Koiskau                         | HL     | Kosiska (Gmina Wądroże Wielkie)           | Z   | jetzt kath. Pfarrkirche St. Peter und Paul (Lage) | fehlt |
| Blumenrode                      | HL     | Kwietno (Gmina Malczyce)                  | Z   | Neubau von 1820, jetzt kath. Christkönigskirche (Lage) |       |
| Wültschkau                      | HL     | Wilczków (Gmina Malczyce)                 | Z   | Neubau von Hans Poelzig (1905), jetzt kath. Pfarrkirche Maria Rosenkranz (Lage)                                                                                          |       |
| Mondschütz                      | HW     | Mojęcice (Gmina Wołów)                    | Z   | jetzt kath. Pfarrkirche Maria Rosenkranz (Lage) |       |
| Wohlau                          | HW     | Wołów                                     | Z   | ev. Laurentiuskirche, jetzt kath. Pfarrkirche St. Laurentius (Lage) |       |
| Obernigk                        | HO     | Oborniki Śląskie                          | Z   | Neubau von 1908, jetzt kath. Pfarrkirche Judas Thaddäus (Lage) |       |
| Breslau                         | HB     | Wrocław                                   | Z   | ev. Salvatorkirche mit 2000 Plätzen, 1854 durch Brand zerstört | fehlt |
| Peuke                           | HO     | Byków (Długołęka)                         | Z   | jetzt kath. Filialkirche Maria Rosenkranz (Lage) |       |
| Groß Weigelsdorf                | HO     | Kielczów (Gmina Długołęka)                | Z   | ev. Dreifaltigkeitskirche, jetzt kath. Pfarrkirche Maria Rosenkranz (Lage)                                                                                               |       |
| Laskowitz                       | HO     | Laskowice                                 | Z   | Neubau von 1968 mit Fachwerk-Imitation, jetzt kath. Pfarrkirche St. Stanislaus (Lage)                                                                                    |       |
| Groß Preiskerau                 | HO     | Piskorzów                                 | Z   | ev. Pfarrkirche St. Hedwig, jetzt kath. Filialkirche St. Michael (Lage)                                                                                                  | fehlt |
| Großburg                        | KB     | Borek Strzeliński                         | Z   | jetzt kath. Pfarrkirche St. Laurentius und Antonius (Lage) |       |
| Schwentnig                      | HB     | Świątniki (Gmina Sobótka)                 | Z   | jetzt kath. Pfarrkirche Maria Schmerzensmutter (Lage) |       |
| Klein Kniegnitz                 | HB     | Księginice Małe                           | Z   | jetzt kath. Filialkirche Maria Rosenkranz (Lage) |       |
| Langenöls, OT von Heidersdorf   | HB     | Oleszna (Gmina Łagiewniki)                | Z   | jetzt kath. Filialkirche Mariä Himmelfahrt (Lage) |       |
| Ober Panthenau                  | HB     | Ratajno (Gmina Łagiewniki)                | Z   | jetzt kath. Pfarrkirche St. Antonius von Padua (Lage) |       |
| Groß Wilkau, OT von Nimptsch    | HB     | Wilków Wielki (Gmina Niemcza)             | Z   | jetzt kath. Herz-Jesu-Kirche (Lage) |       |
| Nimptsch                        | HB     | Niemcza                                   | Z   | ev. Pfarrkirche St. Peter und Paul, Neubau von 1866, jetzt kath. Pfarrkirche Unbefleckte Empfängnis (Lage)                                                               |       |
| Dirsdorf, OT von Nimptsch       | HB     | Przerzeczyn-Zdrój (Gmina Niemcza)         | Z   | ev. Pfarrkirche St. Nikolai, jetzt kath. Pfarrkirche Muttergottes von Tschenstochau (Lage)                                                                               |       |
| Zülzendorf, OT von Frankenstein | HB     | Sulisławice (Gmina Ząbkowice Śląskie)     | Z   | jetzt kath. Pfarrkirche St. Antonius von Padua (Lage) |       |
| Silberberg                      | HB     | Srebrna Góra                              | Z   | jetzt weltliche Nutzung (Lage) |       |
| Siegroth, OT von Tepliwoda      | HB     | Dobrzenice (Gmina Tepliwoda)              | Z   | jetzt kath. Filialkirche Maria Rosenkranz (Lage) |       |
| Reichau, OT von Kurtwitz        | HB     | Zarzyca (Gmina Kondratowice)              | Z   | jetzt kath. Filialkirche St. Andreas Bobola (Lage) |       |
| Steinkirche, OT von Strehlen    | HB     | Biały Kościół (Gmina Strzelin)            | Z   | ev. Pfarrkirche St. Michael, Neubau, jetzt kath. Filialkirche Mariä Heimsuchung (Lage)                                                                                   |       |
| Türpitz                         | HB     | Cierpice                                  | Z   | jetzt kath. Filialkirche St. Josef (Lage) |       |
| Schreibendorf                   | HB     | Sarby                                     | Z   | jetzt kath. Filialkirche Maria Geburt (Lage) |       |
| Arnsdorf, OT von Prieborn       | HB     | Karnków (Gmina Przeworno)                 | Z   | Neubau von 1970, jetzt kath. Pfarrkirche St. Laurentius (Lage) | fehlt |
| Olbendorf                       | HB     | Gnojna                                    | Z   | jetzt kath. Pfarrkirche Maria Rosenkranz (Lage) |       |
| Konradswaldau                   | HB     | Przylesie                                 | Z   | jetzt kath. Pfarrkirche St. Stanislaus Kostka (Lage) |       |
| Groß Jenkwitz                   | HB     | Jankowice Wielkie                         | Z   | jetzt kath. Pfarrkirche Mariä Himmelfahrt (Lage) |       |
| Michelau                        | HB     | Michalów                                  | Z   | ev. Pfarrkirche St. Michael, jetzt kath. Filialkirche St. Josef (Lage)                                                                                                   |       |
| Löwen                           | HB     | Lewin Brzeski                             | Z   | ev. Pfarrkirche St. Peter und Paul, Umbau, jetzt weltliche Nutzung (Lage)                                                                                                |       |
| Mangschütz                      | HB     | Mąkoszyce (Gmina Lubsza)                  | Z   | jetzt kath. Pfarrkirche St. Peter und Paul (Lage) |       |
| Fürstlich Elguth bei Namslau    | HO     | Ligota Książęca (Gmina Namysłów)          | Z   | jetzt kath. Pfarrkirche Mariä Himmelfahrt (Lage) |       |
| Prietzen                        | HO     | Przeczów (Gmina Namysłów)                 | Z   | jetzt kath. Pfarrkirche Herz-Jesu-Kirche (Lage) |       |
| Kraschen                        | HO     | Krasowice (Gmina Namysłów)                | Z   | jetzt kath. Filialkirche Muttergottes von Tschenstochau (Lage) |       |
| Woitsdorf                       | HO     | Wojciechów (Gmina Wilków)                 | Z   | jetzt kath. Elisabethkirche (Lage) |       |
| Pangau                          | HO     | Pągów (Gmina Wilków)                      | Z   | jetzt kath. Filialkirche St. Peter und Paul (Lage) |       |
| Mühlwitz                        | HO     | Milowice                                  | Z   | jetzt kath. Pfarrkirche Antonius von Padua (Lage) |       |
| Reesewitz                       | HO     | Radzowice                                 | Z   | jetzt kath. Dreifaltigkeitskirche (Lage) |       |
| Pontwitz                        | HO     | Poniatowice                               | Z   | jetzt kath. Pfarrkirche Maria Königin von Polen (Lage) |       |
| Briese                          | HO     | Brzezinka                                 | Z   | jetzt kath. Filialkirche Mariä Himmelfahrt (Lage) |       |
| Festenberg                      | HO     | Twardogóra                                | Z   | ev. Pfarrkirche „Zum Kripplein Christi“ (Stadtkirche), jetzt kath. Pfarrkirche Maria Helferin der Gläubigen (Lage)                                                       |       |
| Festenberg                      | HO     | Twardogóra                                | Z   | ev. Pfarrkirche „Zur heiligen Dreifaltigkeit“ (Landkirche), jetzt weltliche Nutzung (Lage)                                                                               |       |
| Medzibor (Neumittelwalde)       | HO     | Międzybórz                                | Z   | ev. Pfarrkirche „Zum heiligen Kreuz“, genutzt von der ev. Gemeinde AB (Lage)                                                                                             |       |
| Polnisch Hammer                 | HO     | Kuźniczysko (Gmina Trzebnica)             | Z   | verfallen (Lage) |       |
| Stroppen                        | HO     | Strupina                                  | Z   | jetzt kath. Pfarrkirche Maria Unbeflecktes Herz (Lage) |       |
| Wersingawe                      | HO     | Warzęgowo (Gmina Wołów)                   | Z   | jetzt kath. Adalbertkirche (Lage) | fehlt |
| Winzig                          | HW     | Wińsko                                    | Z   | ev. Dreifaltigkeitskirche, jetzt kath. Dreifaltigkeitskirche (Lage) |       |
| Gimmel                          | HW     | Jemielno                                  | Z   | jetzt kath. Christkönigskirche (Lage) |       |
| Herrnstadt                      | HW     | Wąsosz                                    | Z   | ev. Pfarrkirche St. Matthias (Stadtkirche), jetzt kath. Kirche Unbefleckte Empfängnis (Lage)                                                                             |       |
| Rawitsch                        | KP     | Rawicz                                    | Z   | jetzt kath. Pfarrkirche St. Andreas Bobola (Lage) |       |
| Simmenau bei Konstadt           | HO     | Szymonków (Gmina Wołczyn)                 | Z   | jetzt kath. Pfarrkirche Maria Geburt (Lage) |       |
| Kreuzburg O.S.                  | HB     | Kluczbork                                 | Z   | ev. Pfarrkirche St. Salvator, jetzt genutzt von der ev. Gemeinde AB (Lage)                                                                                               |       |